# Hózuki no reitecu
Hózuki no reitecu (japonsky 鬼灯の冷徹) je japonská seinen manga, jejímž autorem je Nacumi Eguči. Manga vycházela v týdeníku Šúkan Morning nakladatelství Kódanša od roku 2011 do roku 2020. Na základě mangy v roce 2014 vyrobilo Wit Studio adaptaci v podobě stejnojmenného animovaného seriálu o třinácti dílech a v roce 2015 pak třídílné OVA. Ve stejném roce začala v dívčím časopisu Nakajoši vycházet jonkoma s podtitulem Širo no ašiato od Monaky Šiby.
Studio Deen vyrobilo v roce 2017 čtvrté OVA a nahradilo tak předešlé Wit Studio. V březnu 2017 byla oznámena produkce druhé řady animovaného seriálu, která měla premiéru v říjnu téhož roku. Řada byla vysílána do července 2018 a vzniklo celkem 26 dílů. Studio Pine Jam se stará o produkci dalších třech OVA. První z nich mělo premiéru v září 2019 a poslední dvě v březnu a srpnu 2020.